# Bissy-sous-Uxelles
 Bissy-sous-Uxelles  es una comuna y población de Francia, en la región de Borgoña, departamento de Saona y Loira, en el Distrito de Mâcon y Cantón de Saint-Gengoux-le-National.
Está integrada en la Communauté de communes entre Grosne et Guye.

## Demografía
| 109 | 113 | 79 | 71 | 62 | 59 |
| Para los censos de 1962 a 1999 la población legal corresponde a la población sin duplicidades (Fuente: INSEE [Consultar]) |     |    |    |    |    |